# Manfred Krendl
Manfred Krendl (* 10. Dezember 1933 in Schwarzenberg am Böhmerwald, Oberösterreich; † 28. August 2000 in Linz, Oberösterreich) war ein österreichischer Politiker (ÖVP).

## Leben
Manfred Krendl besuchte Volks- und Hauptschule, ein Jahr Handelsschule und zuletzt eine kaufmännische Berufsschule. Der gelernte Bürokaufmann war danach bis 1961 bei verschiedenen Firmen beschäftigt, zuletzt auch im Betrieb seiner Eltern.
1961 fand Krendl Arbeit als Mitarbeiter beim Oberösterreichischen Seniorenbund, einer Teilorganisation der ÖVP. 1977 wurde er Landessekretär, von 1992 bis 1996 war er Landesobmann.
Im Oktober 1985 wurde Krendl in Wien als Mitglied des Bundesrats vereidigt. Der Länderkammer Österreichs gehörte er bis Oktober 1989 an. Danach war er von 1989 bis 1991 Abgeordneter der ÖVP zum Oberösterreichischen Landtag.

## Auszeichnung
- Silbernes Ehrenzeichen des Landes Oberösterreich